# 크라시미르 발라코프
크라시미르 겐체프 발라코프(불가리아어: Красимир Генчев Балъков 발러코프, 불가리아어 발음: [krɐsiˈmir bɐˈɫɤkof], 1966년 3월 29일~)는 불가리아의 축구 선수, 감독으로 전 불가리아 축구 국가대표팀의 감독이었다. 선수 시절에는 1994년 FIFA 월드컵 당시 불가리아 축구 국가대표팀을 4위에 올려놓은 핵심 선수였다. 흐리스토 스토이치코프 이후, 발라코프는 그의 세대의 위대한 불가리아 축구 선수로 여겨졌다.
발라코프는 지방의 FC 에타르 벨리코터르노보에서 선수 생활을 시작해 1990년 포르투갈 리가의 스포르팅 CP로 이적해 1994-95 시즌 포르투갈 컵에서 우승을 맛봤다. 1995년, 독일 분데스리가의 VfB 슈투트가르트로 이적했으며, 두 번의 UEFA 인터토토컵 우승 (2000년, 2002년) 과 DFB-포칼 우승 (1997년) 을 경험하였다. DFB-포칼 우승 당시 발라코프와 지오바니 에우베르, 프레디 보비치로 이루어진 강력한 공격진은 "매직 트라이앵글(Magischen Dreiecks)" 이라고 불렸다. 2002-2003 시즌 팀을 UEFA 챔피언스리그로 인도하고 현역에서 은퇴하였다.
은퇴 후에는 VfB 슈투트가르트의 어시스턴트, 오버리가의 VFB 플라우엔 선수 겸 감독, 스위스 슈퍼리그의 그라스호퍼 클럽 취리히 감독, FC 장크트갈렌 감독을 거쳐 2008년, 불가리아 A 프로축구그룹의 PSFC 체르노모레츠 부르가스의 감독이 되었다.
불가리아 축구 국가대표팀 소속으로 1988년부터 2003년까지 통산 92경기에 출전해 16골을 기록했으며, FIFA 월드컵에 두 번 (1994년, 1998년), UEFA 유럽 축구 선수권 대회에는 1회(1996년) 참가하였다. 특히 1994년 FIFA 월드컵에서는 흐리스토 스토이치코프, 에밀 코스타디노프, 요르단 레치코프와 함께 뛰어난 활약으로 팀을 4위에 올려놓는 데 크게 공헌하였다.